# Драго Николић
Драго Николић (Брана Бачићи, 9. новембар 1957 — Горња Ковиљача, 11. октобар 2015) био je потпоручник и начелник безбедности Зворничке пјешадијске бригаде Дринског корпуса Војске Републике Српске. Осуђен је пред Међународним кривичним судом за бившу Југославију у Хагу, на 35 година затвора.
Међународним кривичним судом за бившу Југославију је подигао оптужницу против њега 26. марта 2002. године, због масакра у Сребреници.
Умро је 11. октобра 2015. године у Горњој Ковиљачи, док се налазио на привременој слободи из здравствених разлога.